# Карл Кауфманн (віце-адмірал)
Карл Кауфманн (нім. Karl Kaufmann; 24 серпня 1893, Кауб — 4 жовтня 1975, Кіль) — німецький військово-морський діяч, віце-адмірал-інженер крігсмаріне (1 квітня 1945).

## Біографія
1 жовтня 1911 року вступив на службу в кайзерліхмаріне. Учасник Першої світової війни. Після демобілізації армії залишений в рейхсмаріне.
З 29 вересня 1936 року — начальник відділу Кадрового управління ОКМ. З 24 листопада 1939 року — командир морського училища Везермюнде, з 27 серпня 1942 року — Кіля. З 26 квітня 1945 року — комендант військово-морського арсеналу Кіля. 11 серпня 1945 року взятий в полон. 26 лютого 1948 року звільнений.

## Нагороди
- Залізний хрест
  - 2-го класу (24 листопада 1916)
  - 1-го класу (29 липня 1917)
- Золотий хрест «За цивільні заслуги» (Австро-Угорщина) (25 березня 1917)
- Військова медаль (Османська імперія) (15 травня 1917)
- Срібна медаль «Ліакат» з шаблями (Османська імперія; 25 березня 1918)
- Нагрудний знак підводника (1918) (1919)
- Сілезький Орел
  - 2-го ступеня (16 листопада 1919)
  - 1-го ступеня (3 лютого 1920)
- Медаль «За вислугу років» (Пруссія) 3-го класу (9 років; 13 жовтня 1921)
- Хрест Левенфельда
- Почесний хрест ветерана війни з мечами (29 жовтня 1934)
- Медаль «За вислугу років у Вермахті» 4-го, 3-го, 2-го і 1-го класу (25 років; 2 жовтня 1936) — отримав 4 нагороди одночасно.
- Хрест Воєнних заслуг
  - 2-го класу з мечами (27 листопада 1940)
  - 1-го класу з мечами (20 квітня 1942)